# Jean Vaissade
Jean Vaissade est un accordéoniste et un compositeur français né le 30 juin 1911 dans le 20e arrondissement de Paris et mort le 1er juin 1979 à Vincennes.

## Biographie
Ses parents originaires de Recoules-d'Aubrac en Lozère sont établis marchands de vins rue des Pyrénées à Paris. Il enregistre pour la première fois en 1927 chez Excelsior, l'année suivante chez Idéal, puis chez Gramophone. Il enregistre également pour La voix de son maître. Il permet au jeune Django Reinhardt de lancer sa carrière en enregistrant avec lui en 1928. Il est le premier accompagnateur d'Édith Piaf autour de 1934. 
Mari de Rina Ketty de 1938 à 1940, il compose les mélodies de ses grands succès comme Sombreros et Mantilles,. Il se remarie le 15 avril 1947 avec Raymonde Fournial (1911-1978).

## Discographie

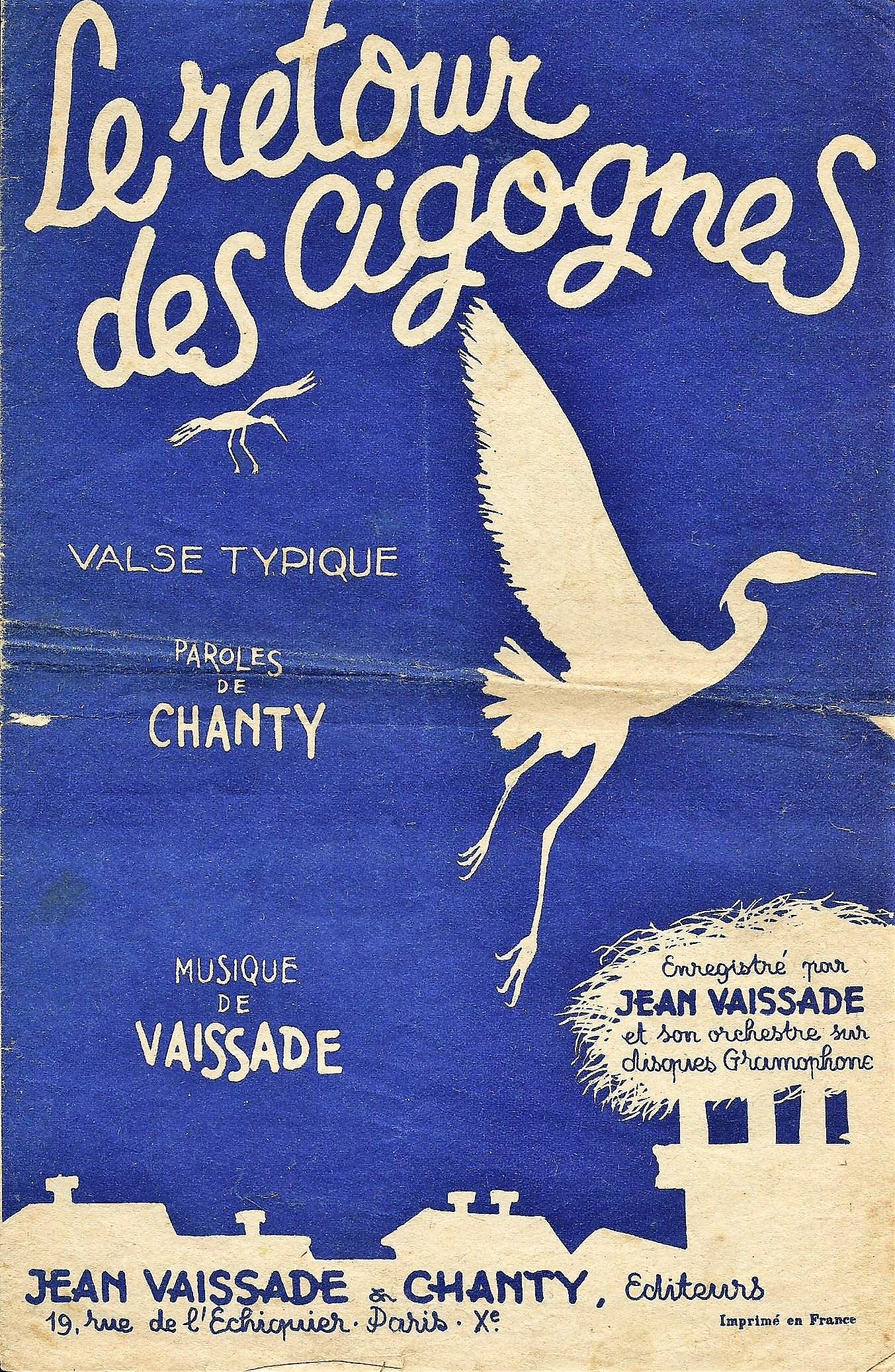

- Bel Ami (fox-trot) - Une femme, un accordéon, un caboulot, Gramophone, K-8393 :
- La Morena - Quand on est marinier, Gramophone, K-8627 ;
- On danse à Mexico - À Honolulu, Gramophone, K-8654 ;
- La Javache - Tout est rose, Gramophone, K-8680 ;
- C'est mon julot - Mais il valse si bien, Gramophone, K-8638 ;
- Le Retour des cigognes.

## Hommages
Un monument commémoratif est érigé au Pont de Gournier tout près du village de Cougoussac sur la commune de Recoules-d'Aubrac (Lozère), village d'où sont originaires ses parents.